# Чіно да Пістоя
Чіно да Пістоя (також пишуть «Пістойя», Чіно з Пістої, Чіно Пістойський, італ. Cino da Pistoia; його повне ім'я — Гуіттончіно де Сигібульді, італ. Guittoncino de Sighibuldi. * близько 1270, місто Пістоя, Тоскана — †1336 або 1337, там само) — італійський правознавець та поет, засновник школи постглосаторів (коментаторів) римського права. У поезії належав до представників стилю Дольче стиль нуово (італ. Dolce stil nuovo). Університетський вчитель правника Бартола та поета Петрарки.

## З біографії
Народився у містечку Пістоя (за 32 кілометри від Флоренції) у родині нотаріуса Франченско та його дружини Діаманте. Сім'я батька Чіно належала до знатних патриціанських родів.
Основи наук та класичні мови Чіно почав опановувати у рідному місті під керівництвом Франческо да Колле (Francesco da Colle). У 1279—1284 роках тут же в Пістої Чіно розпочав вивчення права у професора Діно Россоні. Впродовж 1284—1292 років Чіно продовжував вивчення римського права в Болонському університеті, слухав лекції Франческо Аккурсія та Ламбертіно Рампоні.
В період 1292—1294 Ч. да Пістоя був у Франції, де знову займався вивченням права в університетах Парижа та Орлеана у професорів П'єра де Бельперша та Жака де Ревіньї. У Франції Пістоя підготував основну частину свого знаменитого правничого трактату Lectura in codicem.
11 червня 1314 року вже ймовірно на батьківщині у Пістої Чіно завершив написання Lectura in codicem, що являв собою коментар до перших дев'яти книг Кодексу Юстиніана, а 9 грудня 1314 року він успішно провів публічний захист цієї роботи в Болонському університеті і отримав ступінь доктора права.
Чіно да Пістоя займався юридичною та викладацькою практикою у Флоренції, Мацертаті, Сієні, Болоньї та Перуджі.
Був автором збірки поетичних творів «Пісні».

## Твори
- Cinus de Pistoia. Commentaria in Codicem. 2 vols. (Ed.: Pavia 1483; Lyon 1526; Frankurt 1578).

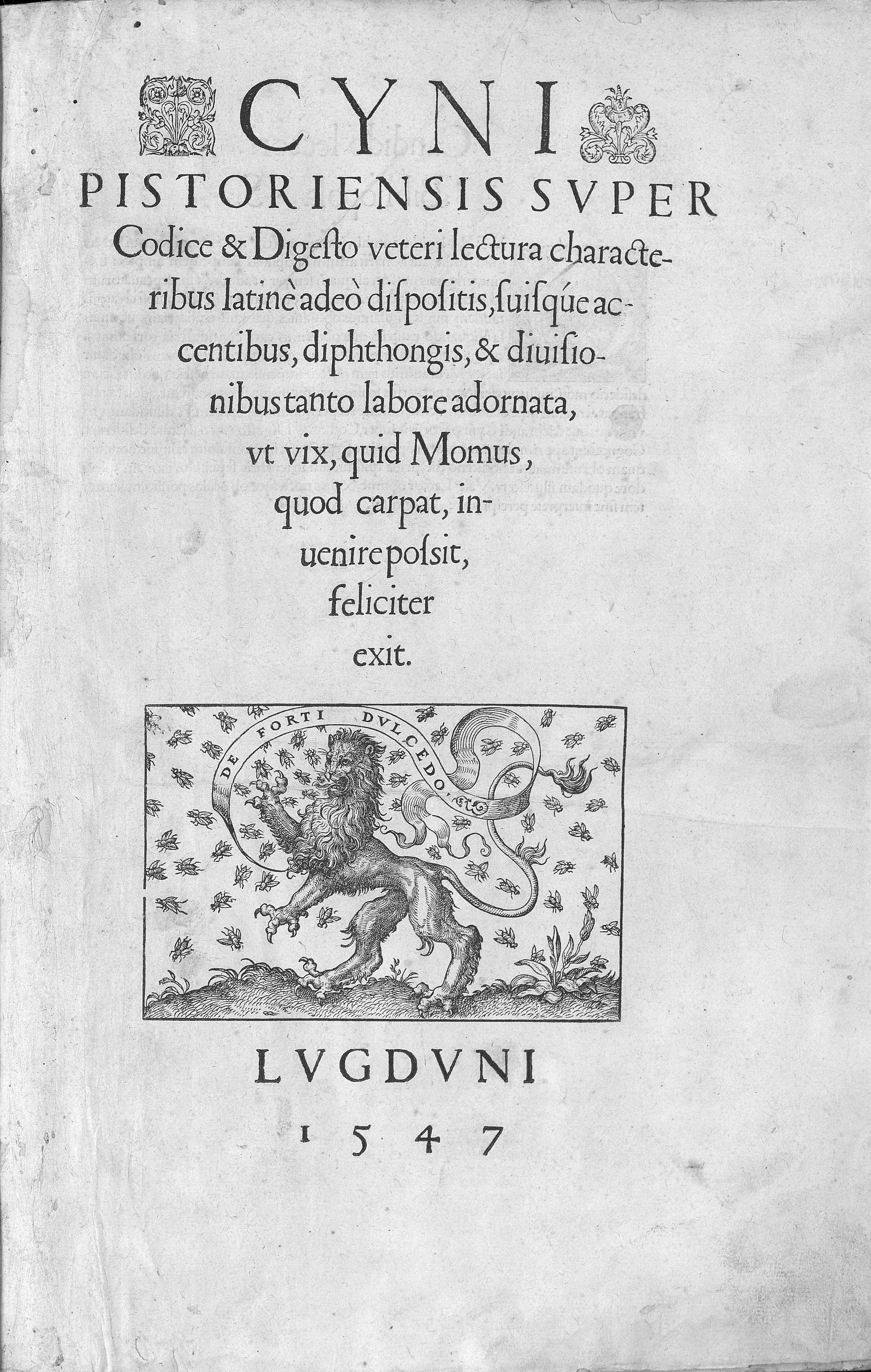
Lectura in Codicem, 1547
- Le rime, 1862